# アルカリ
アルカリ（蘭: alkali）とは一般に、水に溶解して塩基性（水素イオン指数 (pH) が7より大きい）を示し、酸と中和する物質の総称。
典型的なものにはアルカリ金属またはアルカリ土類金属の水酸化物（塩）があり、これらに限定してアルカリと呼ぶことが多い。これらは水に溶解すると水酸化物イオンを生じ、アレニウスの定義による酸と塩基の「塩基」に相当する。一方でアルカリをより広い「塩基」の意味で用いることもある。

## 語源
アラビア語: القلي al-qily, القالي al-qālī に由来し、元来は植物の灰を意味する。ジャービル・イブン＝ハイヤーンの命名による（カリウムも同語源）。これらを水に溶かした際に示す性質（例えば鹸化など）がアルカリという概念の始まりである。なお植物灰の主成分は炭酸カリウム、炭酸ナトリウムなどであり、アルカリ性を示すが狭義のアルカリではない（下記参照）。

## 定義
ブレンステッドとローリーによる酸と塩基の定義以後、一般には、アルカリ金属およびアルカリ土類金属の水酸化物（塩）など、水に溶解すると水酸化物イオンを生じる物質を限定してアルカリと呼び、これらはアレニウスの定義による塩基に相当する。他にテトラアルキルアンモニウムの水酸化物などもこのアルカリに当たり、化学式は一般に M(OH)n（M は陽イオン Mn+ となり、n は1以上の整数である）と表される。またこれらの水溶液をアルカリと呼ぶこともある。特に、塩基解離定数がほぼ pKb < 0（Kb > 1）で、水酸化物イオンを定量的に生成するものを強アルカリまたは強塩基と呼ぶ。
水溶液に関しては、pH 7 より大きい塩基性のことをアルカリ性ともいう。農学では土壌に関して、おおむね pH 7.3 以上の場合をアルカリ性という。
また水に溶かした場合に弱塩基性を示すアンモニアやアミン、あるいはアルカリ金属の炭酸塩や燐酸塩などをアルカリに含めることもある。これらはそれ自体が水酸化物イオンを生じるわけではなく、その意味ではアルカリではないが、水分子からプロトンを奪うため結果的に水酸化物イオンを生じる。これらはブレンステッド・ローリーの定義による塩基に含まれる。
このほか、アルカリをブレンステッド・ローリーの定義による塩基の同義語として広く用いることもあるが、上記の性質を示さない塩基が多い。例えばアルカロイド（アルカリに由来する名前）や核酸の構成成分である塩基は、強酸とは塩を形成するが、水溶液で塩基性を示さない。
さらに、アルカリ金属・アルカリ土類金属の酸化物は水に入れると反応し水酸化物つまりアルカリを形成する。これら自体は基本的にはアルカリではないが、アルカリと呼ぶこともある。
岩石学では組成として酸化ナトリウム・酸化カリウムを多く含む火成岩を、アルカリ岩と分類する。

## 性質
アルカリは、中濃度（濃度 10 mM 以上）の水溶液では pH 10 以上となる。高濃度水溶液は腐食性があり、また脂肪を鹸化し、タンパク質を変性させさらに加水分解する。アルカリ水溶液は触れるとヌルヌルした感触（石鹸に類する）があるが、これは皮膚の脂肪の鹸化などによる。低濃度では一般に苦味を呈する。一般には水に溶解するが、アルカリ土類金属水酸化物（水酸化カルシウムなど）には溶解度の低いものもあり、これらはアルカリ金属水酸化物ほど強いアルカリとはならない。

## 語源

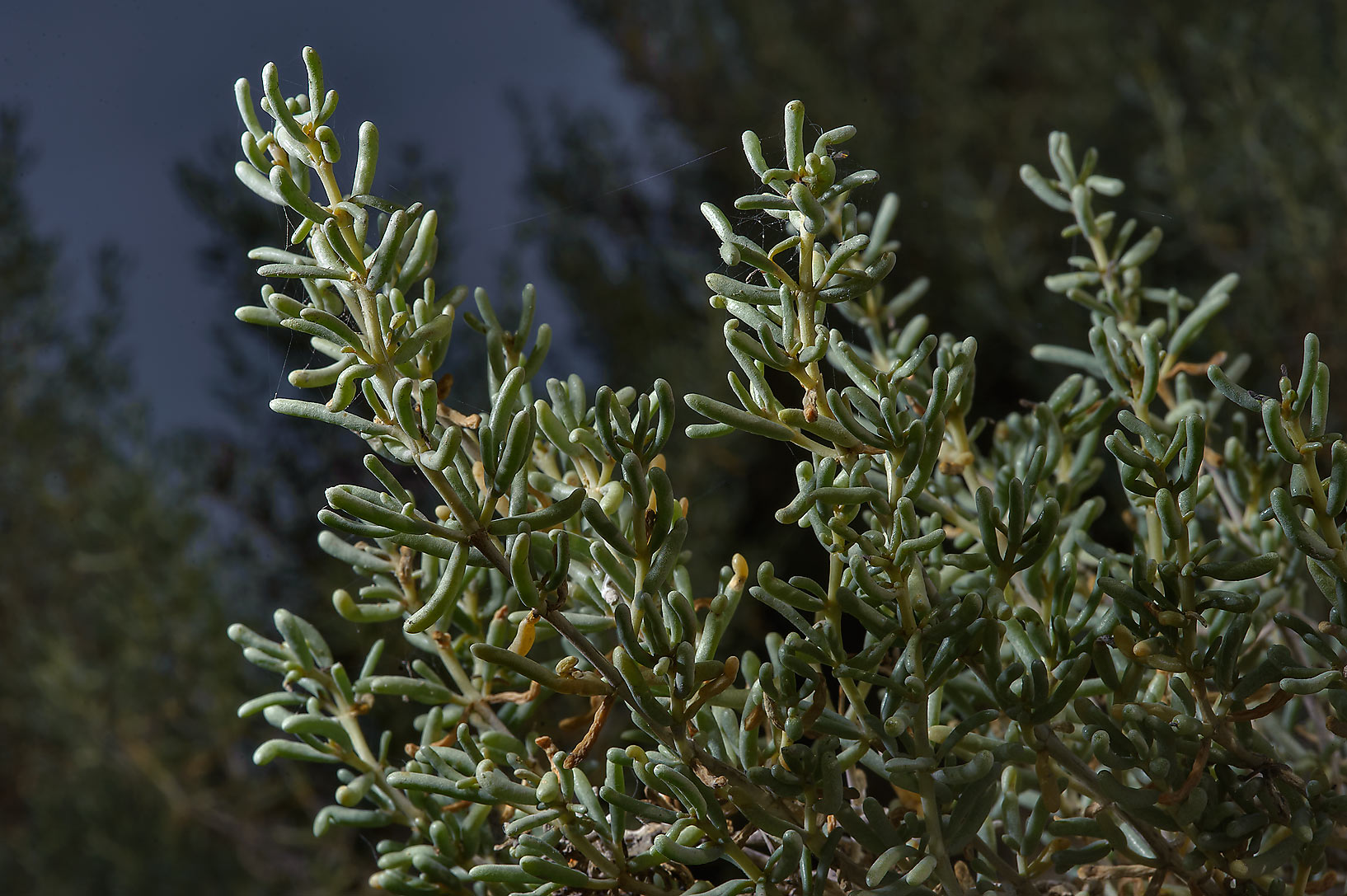
Seidlitzia rosmarinus

日本において「アルカリ」という言葉の使用が文献上確認できる最古の例は、江戸時代後期の『厚生新編』（1811 - 1840年）という蘭学書である。より詳しくは、alkali の語が「亜爾加里塩」と音訳された。『厚生新編』は大槻玄沢ら当時の蘭学者が Dictionnaire œconomique というフランス語の百科事典を、そのオランダ語訳版から重訳したものである。フランス語の alcali や英語の alkali などは、直接的には中世ラテン語の alcali に由来する語彙である。中世後期のヨーロッパ・キリスト教圏は、中東・北アフリカやイベリア半島などのイスラーム教圏から、多くのアラビア語で記述された錬金術関連文献をラテン語に翻訳した。中世ラテン語の alcali という語は、アラビア語の al-qiliy というものの音訳である。
al-qiliy のうち、al- はアラビア語の定冠詞である。qiliyは、qilā, qilw あるいは shabb al-‘usfur, shabb al-asākifa とも呼ばれ、ヤークートやファフルッディーン・ラーズィーによるとこれは衣料の洗濯に使えるものであり、イブン・バイタールやイブン・クタイバなどの本草学や医術に詳しい学者によれば、これはレプラなどの皮膚病や切り傷、サソリの毒に効くものであるとされる。マスウーディーによると、これを砂と酸化マグネシウムに混ぜて溶かしたものがガラスの主原料であるという。
この qiliy は、アルカリ性植物を焼いた残りの灰から生成する鉀塩（炭酸カリウム）やソーダ灰（炭酸カルシウム）を指す言葉と考えられている。qiliy の語はさらに、そうした草木灰そのものや、そのあく汁をも指す言葉としても混同して使用されるようになった。なお、中世イスラーム圏の科学においては、炭酸カリウムと炭酸カルシウムとの区別はついていない。
qiliy をとるのによく使われる草は、rimt͟h という Haloxylon 属の草や、ḥamḍ という Chenopodium 属の草であった。アブー・ハニーファ・ディーナワリーは、もっとも良質な qiliy を得られる草は「染屋のキリー」と呼ばれる草（Seidlitzia rosmarinus）であると記している。ヨルダンのアンマンあたりの砂漠に生える「染屋のキリー」は、非常に古い時代からここに住む人々に利用されており、10世紀の医者タミーミーによると、「染屋のキリー」から製造したアンマンの洗剤は、パレスチナやエジプトなどへの輸出品であった。